# ضفاج
ضَفَّاج (الاسم العلمي Discoglossus) جنس ضفادع ينتمي إلى فصيلة الضفاجيات. أعطانه جنوب أوروبا وشمال غرب أفريقيا.